# Daridoxerant
A daridorexant Quviviq márkanéven elérhető, 25 és 50 mg-os hatáserősségben. Ez a hatóanyag egy orexinantagonista, ami inszomnia kezelésére indikált. Gyógyszerformája per os filmtabletta, vagyis szájon át alkalmazandó gyógyszer. Ez a hatóanyag nem a GABA receptoron fejti ki hatását, ahogy a benzodiazepinek és a Z-szerek. A daridoxerant antagonista hatást fejt ki az OX1 és az OX2 receptorokon (DORA- dual orexin receptor antagonist). A felezési ideje 8 óra, ami viszonylag rövidnek mondható, a csúcskoncentrációt a bevétel után 1-2 órával mérhetjük. A daridoxerant legfőbb mellékhatásai fejfájás, álmosság és fáradtság.

## Története
A daridoxerant 2013-ban lett szabadalmaztatva, és az első cikk 2017-ben készült erről a hatóanyagról. A daridoxerantot, mint gyógyszert az Egyesült Államokban 2022 januárjában engedélyezte az FDA és annak év májusától volt forgalomban. Az Európai Unióban (így Magyarországon is) 2022 áprilisában engedélyezte az EMA. Az Európai Unió területén ez az első engedélyezett orexin antagonista. Korábban az Egyesült Államok területén más ilyen hatóanyagok már elérhetőek voltak (suvorexant, lemborexant).
Kanada és Svájc jelenleg felülvizsgálja a daridoxerant alkalmazását mint altató, és ez tervezett az Egyesült Királyságban is. Az Actelion Pharmaceuticals gyógyszercég volt a hatóanyag szülőatyja és az Idorsia fejlesztette tovább, a jelenleg alkalmazott formájává.

## Kémia
A daridoxerant IUPAC neve: (S)-(2-(5-chloro-4-methyl-1H-benzo[d]imidazol-2-yl)-2-methylpyrrolidin-1-yl)(5-methoxy-2-(2H-1,2,3-triazol-2-yl)phenyl)methanone. Összegképlete: C23H23N6O2Cl és molekulasúlya: 450.93 g/mol (487.38 g/mol a daridoxerant-hidroklorid).Daridorexant-hidroklorid egy fehér, vagy fehéres-sárgás por. A daridoxerant lipofil, azonban a daridoxerant-hidroklorid már kicsit jobban, de kevéssé oldódik vízben.

## Felhasználási területe
A daridoxerant azok számára javallott, akik felnőttkori inszomniában szenvednek, illetve akiknél elalvási zavarok jelentkeznek, vagy az alvás fenntartása problémás. Klinikai vizsgálatok bizonyították, hogy a daridoxerant 25-50 mg-os dózisban, placebóhoz viszonyítva 6-12 perccel, az elalváshoz szükséges időt és az alvási közbeni ébredések időtartamát 10-23 perccel csökkenti, illetve a teljes alvási időtartamot 10-22 perccel növeli. 50 mg-os dózisban a nappali teljesítmény fokózódását vélték felfedezni. Ez az első altató, ami nem csak az inszomniát kezeli, hanem a nappali funkciókat is javítja.
Több network metaanalízis és szisztematikus összefoglaló összehasonlította az orexin receptor antagonisták alvás elősegítő hatását, az altatóként eddig alkalmazott hatóanyagokéval (benzodiazepinek, Z-szerek, antihisztaminok, antidepresszánsok és a melatonin receptor agonisták). A vizsgálat alapján, a daridoxerant a placebóhoz képest nem szignifikáns, de érezhető javulást eredményezett négy hét után (standardized mean difference-SMD:0.23; 95 % CI –0.01 to 0.48). A suvorexant (SMD 0.31, 95% CI 0.01 to 0.62) és a lemborexant (SMD 0.36, 95% CI 0.08- 0.63) esetében hasonló eredményeket kaptunk, de itt a különbségek már szignifkánsak. A benzodiazepinek és Z-szerek nagyobb javulást eredményeztek. (SMDs of 0.45 to 0.83). A vizsgálat alapján látható, hogy a daridoxerant alkalmazása inszomnia kezelésére nem biztos, hogy előnyös. Ellenben, a lemborexantnak és a Z-szernek minősülő eszopiklonnak bizonyult legjobbnak hatásossága és a vizsgált alanyok ezt a két hatóanyagot tolerálták és fogadták el a legnagyobb mértékben.
Megjegyzendő, hogy az orexin antagonisták nem alkalmazandóak első vonalban az inszomnia kezelésére, főleg áruk és az abúzus kockázatuk miatt.

## Farmakológiai tulajdonságok
A daridoxerant szelektív kettős antagonistája az orexin receptoroknak (OX1-OX2). A daridoxerant affinitása (Ki) az OX1 receptorra 0.47 nM, és 0.93nM az OX2 receptorra. A Kb értékei pedig 0.50 nM az OX1 receptorra és 0.80 nM az OX2  receptorra. Látható, hogy a daridoxerant mindkét receptort hasonló mértékben antagonizálja. Az orexin A és B endogén orexin neuropeptidek, amelyek az alvás-ébrenlét ciklust szabályozzák. Ebben a ciklusban az ébrenlétért felelősek. A narkolepsziában, inszomniában az orexin neuropeptidek által közvetítettet utak hibája is szerepet játszhat. Egy vizsgálat szerint, az orexin által közvetített utak változnak a korral, ami időskori alvászavarhoz vezet. Ha blokkoljuk ezeket az utakat, akkor az alvás-ébrenlét ciklus rendeződik, csökkentve az éberséget. Az alvást elősegítő hatás, a hipotalamuszban található OX2 receptor gátlásával jön létre, a jelenlegi kutatások szerint. Narkolepsziás betegeknél az orexin utak gátoltak, így ezt egy lehetséges mellékhatásnak gondolták ezeknél a vegyületeknél, azonban ilyen hatást még nem írtak le az orexin antagonistáknál.
A daridoxerant abszolút biohasznosulása 62%-os. Vízben alig oldódik, ez csökkenti a biohasznosulását. A csúcskoncentrációt a beadás után 1-2 órával érjük el. Ha étellel együtt történik beadása, akkor a csúcskoncentráció elérése 1.3-2.0 órával később következik be és maga a csúcskoncentráció is 16-24%-al alacsonyabb. Azonban, az AUC értéket ez nem befolyásolja. Plazmafehérjékhez való kötődése igen magas, 99.7%-os. Mivel lipofil molekula, emiatt könnyen átlépi a vér-agy gátat, állatmodelleken vizsgálva. 89%-ban a CYP3A4 enzimen bontódik le. Más citokróm P450 enzimek csupán a beadott hatóanyag kevesebb mint 3%-ának lebontásáért felelősek. Összesen 77 metabolitját azonosították a daridoxerantnak. A legfőbb metabolitjai kevésbé hatásos orexin receptor antagonisták, mint maga a daridoxerant. A daridoxerant 57%-ban ürül a széklettel és 28%-ban a vizelettel. Főleg metabolitjai formájában ürül, bomlás nélkül csupán nyomokban eliminálódik a szervezetből. A hatóanyagnak a féléletideje 6-10 óra. Időseknél ez az idő megnyúlhat, inkább 9-10 óra jellemző ebben a korosztályban. Ez az idő rövidebb mint bármelyik másik orexin antagonistánál (suvorexant- 12 óra, lemborexant- 18-55 óra). Mivel a daridoxerant féléletideje ennyire kevés, hatása csupán az alvás idejére korlátozódik, így nappal nem jelentkeznek a nem kívánt hatások. A daridoxerant hatásossága 8 órára tehető a beadástól számítva, 50 mg-os dózisban.

## Nemkívánatos hatások
A daridoxerant alkalmazása közben felléphet fejfájás, álmosság, fáradtság, szédülés és rosszullét. Maradványtünetek nem jelentkeztek az este folyamán a hatóanyag adása után fiataloknál és időseknél sem. Azonban, valakinél a kezelés elején a gépjármű vezetés problémát okozhat. Állatokon tesztelve azt találták, hogy más nyugtatókkal, altatókkal ellentétben, az orexin receptor agonistáknál ritkán, vagy nem alakul ki tolerancia a hatóanyag iránt. Klinikai vizsgálatokban állatmodelleken vizsgálva a daridoxerant alkalmazása felfüggesztésénél nem alakult ki elvonási tünet, dependencia, vagy rebound inszomnia. Azonban, ilyen esetben a hatásosság gyorsan csökken, főleg az elalvást elősegítő hatást illetően. A preklinikai vizsgálatok alapján az orexin antagonisták csökkenthetik az étvágyat, azonban nagyobb vizsgálatoknál nem mutattak ki testtömegvesztést. Ellenben, a szuicid gondolatok kockázatának növekedésére csekély kockázat fennáll.
Az orexin receptor antagonisták befolyással lehetnek a jutalmazó rendszerre, így a gyógyszer alkalmazása élvezetet nyújthat. Ezeknek a gondolatok kialakulására 50 mg-os dózisban a placebóhoz képest szignifikánsan nagyobb esély van, azonban ez szignifikánsabb kisebb egy Z-szerhez, a zolpidemhez (30 mg) képest. Az ajánlottnál meglehetősen magasabb dózisban (100 mg és 150 mg) ennek a hatásnak mértéke azonos volt a zolpidemével (30 mg). Nagyobb klinikai vizsgálatok eddig nem jelentettek olyan esetet, ahol a daridoxerant alkalmazásánál visszaélés történt volna a gyógyszerrel, azonban ezekből a vizsgálatokból kizárják a korábbi kábítószer alkalmazókat és alkoholistákat.
A daridoxerant túladagolásával kapcsolatban csupán korlátozott adatok állnak rendelkezésre. A maximális dózis négyszeresénél (200 mg) jelentkezhet álmosság, fáradtság, izomgyengeség, katalepsziaszerű tünetek, alvásbénulás, figyelemzavarok, fejfájás és székrekedés. Jelenleg nem létezik antidótuma a daridoxerantnak.  

## Ellenjavallatok
Narkolepsziában szenvedő betegeknél a daridoxerant kontraindikált. Súlyos májműködési zavarban nem javallott a hatóanyag alkalmazása, azonban kisebb mértékű májkárosodásban kisebb dózisban alkalmazható. CYP3A4 inhibitorokkal és induktorokkal való együttes alkalmazása ellenjavallt.

## Interakciók
A daridoxerant a májon keresztül metabolizálódik a CYP3A4 enzimen. Emiatt, a CYP3A4 inhibitorok és indukorok befolyásolják a daridoxerant lebomlását. A ranitidin (150 mg) kis mértékben hat inhibitorként a CYP3A4 enzimre, azonban ha daridoxeranttal együtt történik adásuk, a daridoxerant szérum szintje 1.5-szeresére emelkedik. Diltiazemmel (240 mg) ez az érték 2.4-szeres és itrakonazollal pedig négyszeres. Ezeket az értékeket farmakokinetikai modellekkel számolták ki. A CYP3A4 induktor efavirenz 600 mg-os dózisban 35-60%-al  csökkenti a daridoxerant szérum szintjét a rifampicin pedig több mint 50%-al csökkentette. Összességében, a CYP3A4-en erős inhibitor hatást kifejtő és az erős-közepesen erős induktor hatóanyagok daridoxeranttal való együttadás kerülendő. Azonban, közepesen erős CYP3A4 induktorokkal való együttadásnál elégséges a daridoxerant dózisának csökkentése. A gyomor pH-jának növekedésével csökken a daridoxerant csúcskoncentrációja. Ha benzodiazepinekkel, opiodokkal, alkohollal vagy triciklusos antidepresszánsokkal együtt adjuk a daridoxerantot, az a központi idegrendszeri mellékhatások fokozódását eredményezheti (fáradtság, aluszékonyság napközben is).